# Rosh Jodesh
Rosh Jodesh (Hebreo: ראש חודש, Cabeza de mes/Comienzo de mes) es el nombre para el primer día de cada mes en el calendario hebreo, marcado por la aparición de la luna nueva. 
Se considera día de fiesta aunque de menor importancia, muy similar a los días intermedios entre Pascua (Pesaj) y Pentecostés (Shavuot) llamados la cuenta del omer. Se observa con oraciones como los Salmos de Hallel (“alabanza”) en todas las sinagogas ortodoxas y conservadoras. La observancia del Rosh Jodesh se traslada a la salida de Egipto y a los mandamientos de Dios entregados a Moisés en el Monte Sinaí, y es un requisito indispensable para saber cuando es principio de mes ya que el pueblo hebreo tiene un calendario lunar; de esta manera, sabiendo cuando comienza el mes pueden celebrar todas las fiestas religiosas como Pésaj el 14 de Nisán, Shavuot siete semanas después, Yom Kippur el décimo día de Tishrei, etc. Se basaba en el testimonio de dos testigos que dieran aviso al Sanedrín que estaba apareciendo la luna nueva, es decir, una astilla de la luz de sol reflejada en la luna, típicamente uno o dos días después de la Luna Nueva astronómica. Se sabe que en la actualidad no son necesario esos testigos ya que la tecnología ha avanzado tanto que es posible calcular esto con mucha precisión.

Toquen también las trompetas en días alegres, como los días de fiesta o de Luna Nueva, cuando ofrecen holocaustos y sacrificios de reconciliación. Así yo me acordaré de ustedes. Yo soy el Señor su Dios."
Números 10:10   - Dios Habla Hoy 1996

La Torà comienza a asumir la importancia del mandamiento precisamente con referencia a la Mitzvá de Rosh Jodesh. Torá significa enseñanza. Según la Cabalá, Dios quiere que se conozcan tanto la creación como su sabiduría más oculta: Ma'assè Bereshit y Ma'assè Merkavah. La Torá comienza precisamente con el relato de la Creación del mundo y no con un mandamiento; de hecho, tanto Rashi como el Ramban deducen que la mayoría de los mandamientos se refieren a la Tierra y, por extensión, a todo el universo.